# Буроголовый траурный какаду
Буроголовый траурный какаду (лат. Calyptorhynchus lathami) — птица семейства какаду.

## Внешний вид
Длина тела 48 см, хвоста 25 см; масса около 600 г. Окраска оперения в коричневых и красных тонах. Голова, нижняя сторона тела и бока коричневого цвета. Спина и крылья тёмно-коричневые. По хвосту сверху идёт продольная полоса красного цвета, красное и подхвостье. Участки вокруг глаз чёрные. Радужка коричневая. Лапы серые. Клюв тёмный. Самка мельче, клюв светлее, имеет жёлтые перья на голове и крыльях и жёлтую полосу на хвосте.

## Распространение
Обитает на востоке Австралии.

## Образ жизни
Населяют открытые леса и лесистые местности, казуариновые и хвойные боры. Питаются обычно семенами казуарины, эвкалипта, насекомыми и личинками, червяками, фруктами.

## Размножение
Гнездятся в дуплах.

## Классификация
Вид включает в себя 3 подвида:
- Calyptorhynchus lathami erebus Schodde & I. J. Mason, 1993
- Calyptorhynchus lathami halmaturinus Mathews, 1912
- Calyptorhynchus lathami lathami (Temminck, 1807)